# شلومو ويبر
شلومو ويبر (بالروسية: Шломо Вебер)‏ هو اقتصادي روسي، ولد في 9 فبراير 1949 في روسيا.